# Spongilla alba
Spongilla alba es una especie de esponja de agua dulce, de la familia Spongillidae, descrita por H.J. Carter en 1849.

## Descripción
Su superficie es hispida, presentando ósculos diminutos y presenta una coloración verdosa en estado natural. Presenta gémulas de color amarillo localizadas en la base de a esponja, se le han observado tres tipos de espículas: Megascleras lisas rectas o levemente curvadas. Microscleras que presentan micro espinulas y Gemoscleras rectas o levemente curvadas con las extremidades densamente espinadas.

## Distribución
Spongilla alba es una especie de las aguas de ríos y lagos de la región tropical y templada para Norteamérica ha sido señalada para los Estados Unidos, en América del Sur para Brasil y Venezuela señalada para el lago de Maracaibo.
En el Asia se le ha señalado para la India y Filipinas.

### Hábitat
Habita en estuarios a dulce se le suele encontrar sobre raíces de manglar,  rocas, asociada o recubriendo la fauna sésil como cirripedios, mejillones y briozoarios. Esta esponja de caracteriza por formar incrustaciones de unos 10 milímetros espesor sobre los sustratos donde habitan.